# 夕やけTV編集局
夕やけTV編集局（ゆうやけてれびへんしゅうきょく）とは、1994年10月から1996年11月まで宮城県の仙台放送が放送していた夕方のローカルワイド番組。
仙台一番町のファッションビル仙台フォーラススタジオ・サンクのサテライトスタジオから公開生放送されていた。新番組当時のキャッチコピーは「こころはいつも夕やけ」。

## 概要
番組スタート当初は「編集局」という設定で、社主・編集長・秘書・学芸部記者・営業マン・アルバイトなどの役柄がレギュラー陣には決められていた。また、大阪や東京の吉本興業所属お笑いタレントが多く出演していた。
主な視聴者ターゲット層は第二次ベビーブームおよびその前後に生まれた大学生などの若者世代であり、若者向けのイベント情報やレギュラーコーナーがあった。

## 出演者

### 歴代司会者
- 柳沢 剛（編集長、『スーパーSATマイルド』から起用）
- 浅見博幸（社主）
- 柳生聡子（秘書）
- 佐藤拓雄（学芸部記者）
- 下田恒幸（営業マン）
- 曽宮一恵
- 岡田明子（現:佐藤明子）

### レギュラー
- 本間秋彦（『スーパーSATマイルド』から起用）
- 大久保尚子
- 河合伸子
- 伊藤高史（元朋友）

“フォーラス前の伊藤くんと麻衣ちゃ～ん”のコールで、イベント情報などを担当

### 準レギュラー
- 鶴久政治（番組内でオリジナルソングを製作）
- DonDokoDon
- 種浦マサオ
- ゴスペラーズ（1996年2月16日～。月1回レギュラー）
- 栗原はるみ

ほか

### リポーター
- 半澤かすみ
- 但野由美
- 鈴木早百合
- 手代木彩里

ほか

## 主なコーナー

### 前期
- 夕やけキッチン
- イーガラ通信部
- 白馬の王子様（1名の男性を複数の女性が取り合う「変則型ねるとん」）
- トレンドを探せ
- カラオケパラダイス
- 夕やけインタビュー
- 夕やけ喰らいアスロン
- ドレスアップ大作戦
- 夕やけ伝言板

ほか

### 後期
- 情報！サラダ館
- シェフのブランチ
- 料理のツボ！
- レンジでチンチン
- それは秘密です！
- のばなしドンドコドン
- 占いカウントダウン

ほか

## 吉本夕やけ劇場
放送されてはいないものの、毎週金曜日の放送終了後に会場で『吉本夕やけ劇場』の名称で吉本興業所属のお笑いタレントによるライブが行われていた（1995年～1996年）。仙台吉本へ所属を目指す芸人（ゆやゆよんなど）の出演もあった。
番組終了後の1997年には、仙台港で開催された『国際ゆめ交流博覧会』に『出張吉本夕やけ劇場』との名称でイベント展開した。DonDokoDon・ロンドンブーツ1号2号・幹てつや・ココリコなどが出演。
| 仙台放送 平日夕方ワイド番組                      | 仙台放送 平日夕方ワイド番組 | 仙台放送 平日夕方ワイド番組 |
| 前番組                                           | 番組名                      | 次番組                      |
| ------------------------------------------------ | --------------------------- | --------------------------- |
| FNNとうほく ニュース一番星 （金曜17:30 - 18:00） | 夕やけTV編集局              | クリックドラマ4 （第2部）   |